# Cassola
Pour les articles homonymes, voir Carla Cassola et Carlo Cassola.
Cassola est une commune italienne de la province de Vicence dans la région Vénétie en Italie.

## Culture et Patrimoine
L'église San Marco contient un Saint Marc en gloire entre saint Jean et saint Barthelemy, œuvre de Jacopo Bassano, datant de 1573.

## Administration
| Période                                  | Période | Identité | Étiquette | Qualité |
| ---------------------------------------- | ------- | -------- | --------- | ------- |
|                                          |         |          |           |         |
| Les données manquantes sont à compléter. |         |          |           |         |

### Hameaux
San Giuseppe, San Zeno

### Communes limitrophes
Bassano del Grappa, Loria, Mussolente, Romano d'Ezzelino, Rosà, Rossano Veneto